# Schistophleps noloides
Schistophleps noloides är en fjärilsart som beskrevs av Rothschild 1913. Schistophleps noloides ingår i släktet Schistophleps och familjen björnspinnare. Inga underarter finns listade.